# Stéphane François
Stéphane François (Marsiglia, 11 aprile 1976) è un giocatore di beach soccer francese, di ruolo difensore.